# Dersekow
Dersekow er en by og kommune i det nordøstlige Tyskland, beliggende i Amt Landhagen i den nordvestlige del af Landkreis Vorpommern-Greifswald. Landkreis Vorpommern-Greifswald ligger i delstaten Mecklenburg-Vorpommern.

## Geografi
Dersekow er beliggende 8,5 kilometer sydvest for Greifswald og 19 kilometer sydøst for Grimmen. Gennem kommunen, fra øst mod vest, løber floden Schwinge mod Peene; parallelt dermed ligger åsen Sassen-Dersekow-Dargelin som er en beskyttet Geotop (Nr. G2_293). Mod nordøst afgrænser skovområdet Helmshagen-Subzow kommunens område.
I kommunen ligger:
| - Alt Pansow - Dersekow - Dersekow Hof - Friedrichsfelde | - Klein Zastrow - Neu Pansow - Subzow |

### Nabokommuner
Nabokommuner er Levenhagen mod nord, Hinrichshagen mod nordøst, Weitenhagen mod øst, Dargelin mod sydøst, Görmin mod syd, Sassen-Trantow mod vest og mod nordvest i Landkreis Vorpommern-Rügen, Süderholz.

## Eksterne kilder og henvisninger
- Wikimedia Commons har flere filer relateret til Dersekow
- Byens side Arkiveret 12. december 2016 hos  Wayback Machine på amtets websted
- Befolkningsstatistik Arkiveret 21. januar 2016 hos  Wayback Machine